# 伯高 (北卡羅萊納州)
伯高（英語：Burgaw）是一個位於美國北卡羅萊納州彭德縣的城鎮。同時該地也是彭德縣的縣治。

## 人口
根據2020年美國人口普查的數據，伯高的面積為12.30平方千米，當中陸地面積為12.27平方千米，而水域面積為0.03平方千米。當地共有人口3088人，而人口密度為每平方千米251人。